# Mario Foschiani
Mario Foschiani, nome di battaglia Guerra (Udine, 19 ottobre 1912 – Udine, 4 aprile 1945), è stato un partigiano italiano, Medaglia d'argento al Valor Militare alla memoria.

## Biografia
Nato ad Udine il 19 ottobre 1912, operaio. Per sfuggire alle persecuzioni dei fascisti, nel 1933 espatriò in Francia. Di qui, durante la guerra di Spagna, accorse nelle Brigate internazionali. Combattendo in difesa della Repubblica, fu gravemente ferito. Con la vittoria dei franchisti, Foschiani passò di nuovo in Francia, dove fu arrestato e, successivamente, consegnato alle autorità italiane d'occupazione.
Tradotto in Italia, l'operaio antifascista fu deferito al Tribunale speciale che, per l'attività di propaganda svolta dieci anni prima ad Udine, lo condannò a 15 anni di prigione. Liberato dal carcere di Castelfranco Emilia con la caduta del regime fascista, pochi mesi dopo Foschiani entrò, con il nome di copertura di "Guerra", nelle file della Resistenza friulana. Fu commissario politico del Battaglione "Friuli", che aveva costituito, e poi commissario della Divisione Garibaldi "Carnia".
"Guerra" stava per tenere una riunione dei comandanti delle varie formazioni, quando, il 28 febbraio 1945, fu sorpreso da un reparto di soldati cosacchi inquadrati nella Wehrmacht e, dopo un furioso combattimento, fu catturato. Fu tradotto ad Udine e sottoposto a pesantissimi interrogatori e torture. Un mese dopo fu fucilato nel cortile delle carceri di via Spalato con altri ventotto partigiani, fra i quali Mario Modotti. Ad Udine gli è stata intitolata una via.